# مديرية بني بحر
مديرية بني بحر هي إحدى مديريات محافظة صعدة اليمنيه.

مركز المديرية جمعة بني بحر (الغجار) مدير المديرية الشيخ فهد مزاقم مرداس بتكليف رسمي من الرئيس مهدي المشاط رئيس الجمهورية اليمنية رئيس المجلس السياسي الأعلى. يحدها من جهة الشرق مديرية سحار ومن الشمال مديرية مجز ومن الجنوب مديرية غمر